# 三菱UFJ銀行
株式会社三菱UFJ銀行（みつびしユーエフジェイぎんこう、英語: MUFG Bank, Ltd.）は東京都千代田区丸の内に本店を置く、三菱グループの一員である三菱UFJフィナンシャル・グループ（MUFG）傘下の都市銀行である。三井住友銀行（SMBCグループ）、みずほ銀行（みずほフィナンシャルグループ）とともに3大メガバンクの一角を占める。三大都市圏に経営基盤を持つ大手銀行である。
旧三菱銀行の流れを汲むことから、三菱金曜会 および三菱広報委員会 に所属している。また、三菱商事、三菱重工業とともに三菱グループ（旧三菱財閥）の「御三家」と呼ばれる。また、前身行の一つである旧三和銀行の流れから三和グループの企業で構成される三水会やみどり会にも加盟している。

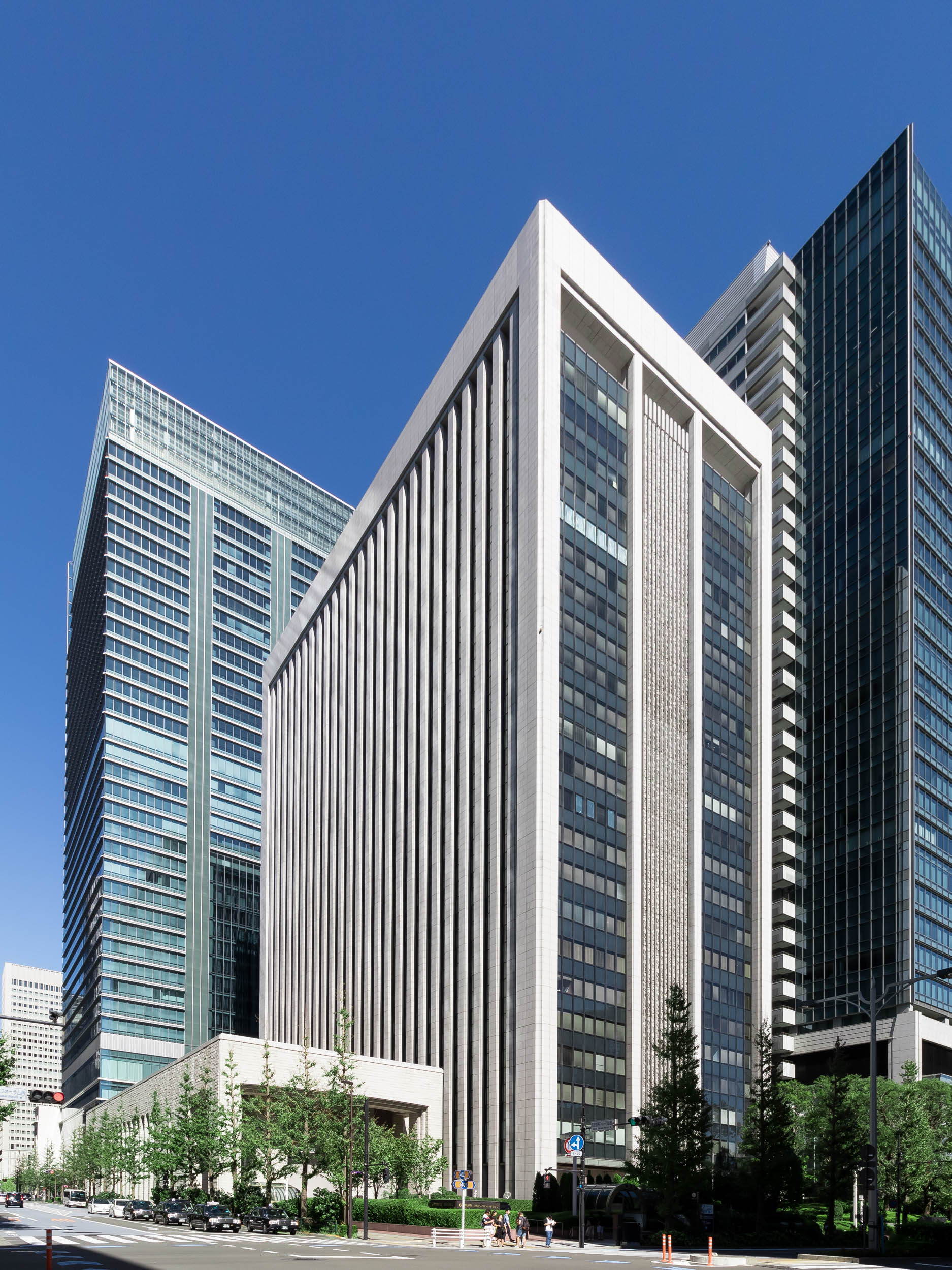
旧本店ビル（1979年～2024年）

## 概要
2006年1月1日、東京三菱銀行とUFJ銀行が合併して、三菱東京UFJ銀行（みつびしとうきょうユーエフジェイぎんこう、英語: The Bank of Tokyo-Mitsubishi UFJ, Ltd.）として誕生した。ただし、登記上は1月1日に商号変更、1月4日に合併となっている。当初は2005年10月1日を合併日と発表していたが、みずほ銀行の勘定系システムの失敗事例を教訓に、合併時のコンピューター・システムの接続作業に万全を期するため、合併が3か月延期された。存続会社は東京三菱銀行であり、金融機関番号（0005）や本店所在地も東京三菱銀行（起源は三菱銀行）と同じである。なお、SWIFTコードについては外国為替専門銀行であった前身の東京銀行をそのまま引き継いでいる。2009年1月を以て新システム移行が完了して、旧東京三菱店と旧UFJ店の共同店舗化も活発に行われているが、2013年6月現在も旧東京三菱店と旧UFJ店の間の（システム上での）店舗統合は一切行われておらず、発表もされていない。ただし、各種振込手数料について共同店舗間の振込は「同一店宛」の手数料が適用される。
2017年5月、2018年4月1日を目途に法人貸出等業務を三菱UFJ信託銀行から会社分割方式によって移管すると発表した。またこれにあわせ、商号を「三菱東京UFJ銀行」から「三菱UFJ銀行」に変更（英文名も「The Bank of Tokyo-Mitsubishi UFJ, Ltd.」から「MUFG Bank, Ltd.」に変更）することも発表した。持株会社は2005年秋の再編時点で既に「三菱UFJフィナンシャル・グループ」になっており、これにそろえた形となる。これにより「三菱東京」の名が名実ともに消滅し、東京銀行の名残はSWIFTコードに残るのみとなった。
前身の旧三菱銀行・旧三和銀行・旧東海銀行はそれぞれ首都圏・京阪神圏・中京圏を地盤としており、現在でも三大都市圏での経営基盤・店舗網を有する。外国為替専門銀行であった旧東京銀行（横浜正金銀行を起源とする東京三菱銀行の前身）の流れを汲むことから、国際業務でも優位性をもつ。旧UFJ銀行の前身である三和銀行は在阪三大都市銀行としての流れを引き継ぎ、関西地区の大阪市・京都市・堺市の指定金融機関を受託しているとともに三和グループに属する。また、同じく旧UFJ銀行の前身である東海銀行は名古屋（中京圏）唯一の都市銀行として、旧「名古屋五摂家」の1社に数えられる地元の有力企業であった。その流れを汲むことから、愛知県および名古屋市の指定金融機関も受託しており、このため三菱UFJ銀行は３大メガバンクで唯一中京圏での地盤を有する。一方、旧東京三菱銀行（BTM）はいずれの都道府県・政令指定都市の指定金融機関にもされていなかったが、東京都の公営企業出納取扱金融機関（東京都交通局等）を旧第一勧業銀行・旧富士銀行と共に引き受けていたことから、現在はみずほ銀行と共に受託している。また、外国為替専門銀行であった東京銀行（東銀）時代の流れで、東京・大阪の各国際線主体の空港ターミナルビル内には成田空港支店、成田空港支店成田空港第2ビル出張所、大阪中央支店関西空港出張所 がそれぞれ設置されている。名古屋営業部中部国際空港出張所は、地元愛知県でも店舗網が強かった、旧UFJの流れで設置された出張所である。東京銀行時代より発行されてきた割引金融債（「ワリトー」等）については、1996年の東京三菱銀行発足以降も6年間は特例として発行を認められたため、当行発足後も旧東京銀行店舗およびその承継店舗で債券償還（払い出し）の取り扱いを継続している。
なお、前身のひとつである東京三菱銀行は公的資金の返還を早期に完了させるなど、旧4大メガバンクの中では財務の健全性が強い銀行であった。不良債権処理の遅れたUFJ銀行を統合した事により、公的資金注入行に再転落したが、2006年6月9日にはその返済も完了させている。これを受け、1998年から自粛していた政治献金も、銀行業界の先陣を切って再開する方向で調整に入っていたが、不良債権処理を完了させてその間法人税を免除されたのにもかかわらず、政治献金を再開することは国民感情を逆撫でするという批判を受けて見送りとなる。
2007年1月、カブドットコム証券が同行を所属業者とする銀行代理店業務を行うこととなり、「三菱東京UFJ銀行カブドットコム支店」（旧東京三菱店扱い）が開設された。2008年には同行が設立関与したインターネット専業銀行であるじぶん銀行（現：auじぶん銀行）を所属業者とする銀行代理店業務を締結し、当行窓口や店舗設置のメールオーダーで同行の普通預金新規口座開設の媒介を行っている。
2005年12月31日までの「三菱東京」は三菱東京フィナンシャル・グループ（MTFG）を指し、2006年1月1日以降の「三菱東京」は三菱UFJフィナンシャル・グループ（MUFG）傘下の三菱東京UFJ銀行を指すため誤表記を招く要因となっている。合併後の金融機関名称が長く、愛称で呼ばれることも多くなっている。合併前の地盤を引き継ぎ、関東周辺や銀行業界では「三菱」と呼ばれることが多いが、もともとUFJ銀行の前身である三和銀行・東海銀行の地盤だった関西地方や東海地方では「UFJ」と呼ばれることが多い。

## 沿革

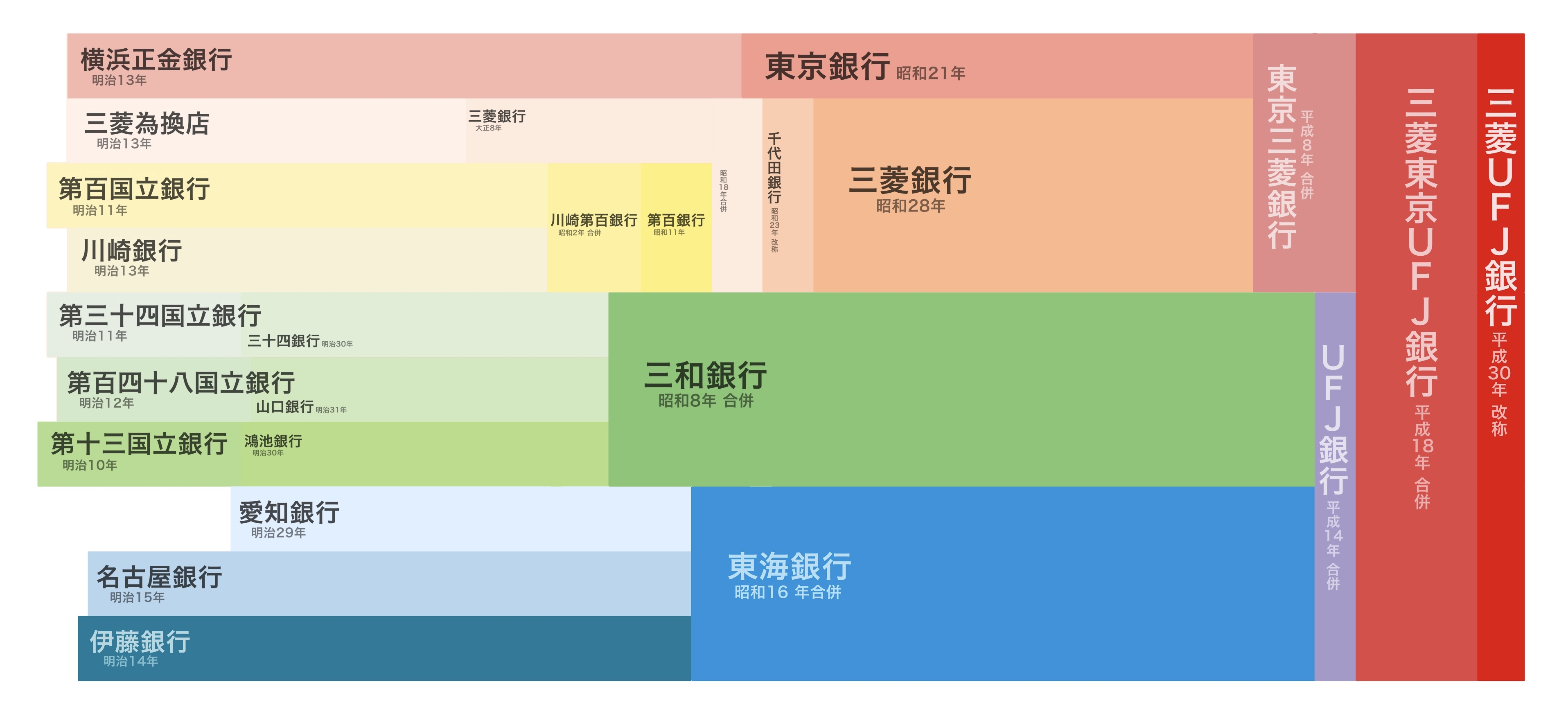
三菱UFJ銀行の沿革

- 2005年（平成17年）10月 - 三菱東京フィナンシャル・グループ（MTFG）がUFJホールディングス（UFJHD）を事実上の救済合併。三菱UFJフィナンシャル・グループ（MUFG）が誕生。東京三菱銀行とUFJ銀行はその傘下会社となる。

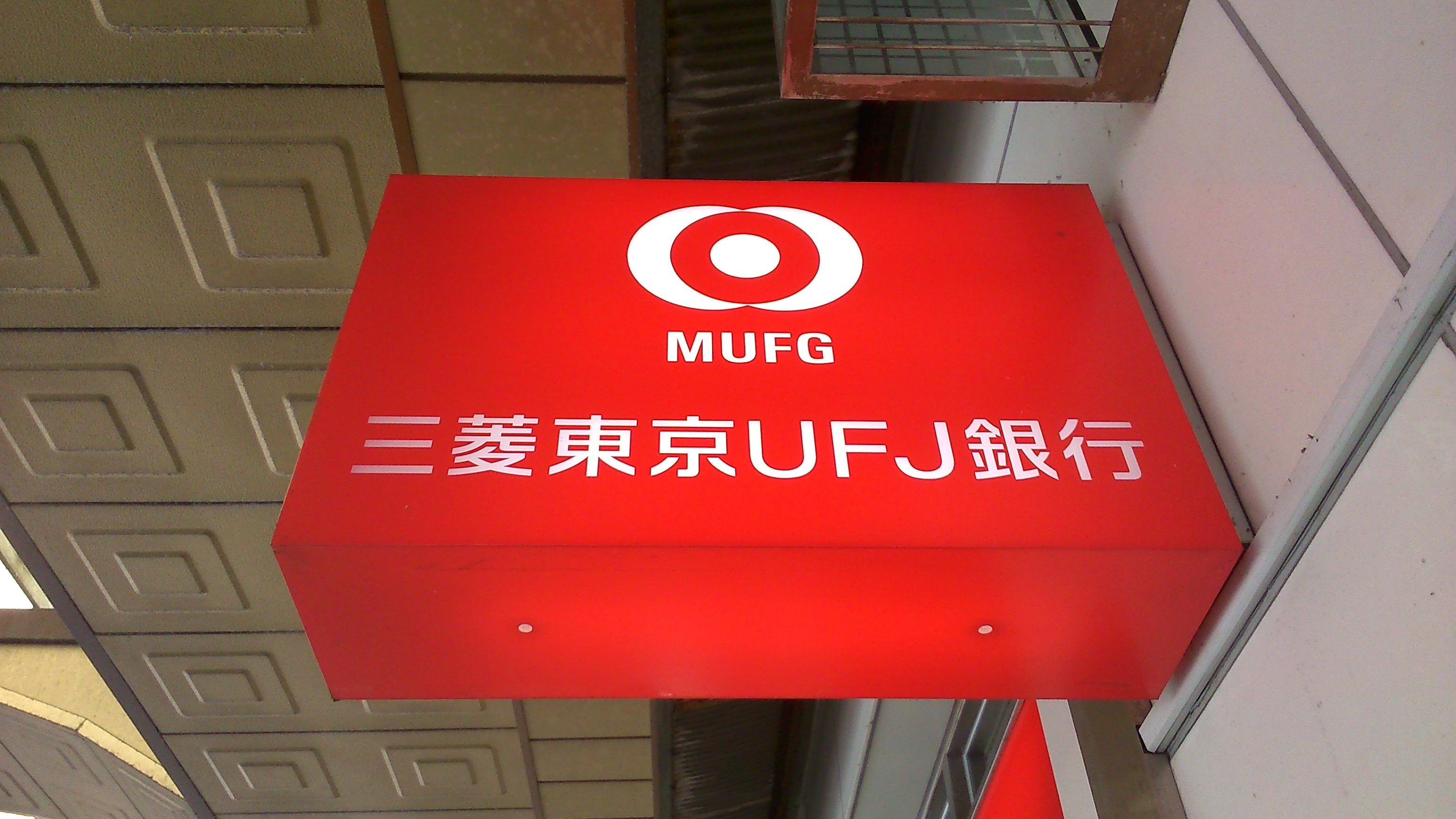
三菱東京UFJ銀行 明石支店に設置されている看板（2006年から2015年に設置されたもの）

- 2006年（平成18年）1月 - MUFG傘下の東京三菱銀行がUFJ銀行を合併し、株式会社三菱東京UFJ銀行に商号変更。
- 2006年（平成18年）4月 - スーパーICカードからクレジットカード機能を独立させた「ICクレジットカード」の発行を開始。
- 2006年（平成18年）5月22日 - 三菱東京UFJ銀行と三菱UFJ信託銀行で、両銀行の本支店宛振込（先述）の手数料を無料化。
- 2006年（平成18年）5月25日 - KDDIと折半出資で、ネットバンク設立準備会社のモバイルネットバンク設立調査（後のじぶん銀行）を設立。
- 2007年（平成19年）3月19日 - コンビニATM（イーネット、セブン銀行、ローソンATM）利用手数料の引き下げを実施し（キャッシュカードのみ対応）、平日8時45分から17時59分までは利用手数料無料となる。
- 2007年（平成19年）11月5日 - アコムに信用保証業務を委託した個人向けカードローン「バンクイック」取扱開始。
- 2008年（平成20年）5月12日 - 旧東京三菱店（旧東京三菱銀行）の国内預金勘定系システムを新システムへ移行する作業を実施。同日より、旧銀行の識別マークのない通帳が発行開始された。
- 2008年（平成20年）5月12日 - セブン銀行ATMで、新システムへの統合が完了した旧東京三菱店口座（全店が対象）のキャッシュカード出金が不能となるシステムトラブルが約2万件発生。
- 2008年（平成20年）6月26日 - じぶん銀行（現：auじぶん銀行）が開業。同行を所属業者とする銀行代理業務（口座開設申込取次）を開始。
- 2008年（平成20年）7月7日 - 旧UFJ店（旧UFJ銀行）の国内預金勘定系システムを新システムへ統合するシステム統合作業を店舗毎に段階的に開始。このシステム統合で旧東海銀行の通帳は統合が完了した店舗発行分は使用不可となった（新通帳への切り替えは全店の窓口で即時に可能）。
- 2008年（平成20年）8月1日 - 三菱UFJニコスを完全子会社化（同年8月8日に持株の一部を農林中央金庫へ譲渡）。
- 2008年（平成20年）10月20日 - 全国のJAバンク（農協・都道府県信連）とのATM・CD相互出金無料提携を開始。
- 2008年（平成20年）12月15日 - 旧UFJ店の勘定口座を新システムへ統合する作業が全て完了し、旧UFJ店のATM以外のシステム統合作業が完了。
- 2009年（平成21年）1月19日 - 旧UFJ店のATM端末を新システムへ統合する作業が全て完了。全店のATMの画面・メニューが新システム仕様に更新され、これを以て全てのシステム統合作業が完了。
- 2010年（平成22年）1月10日 - メインバンクプラスサービス開始。従来のメインバンク総合サービスはメインバンクプラスへ改定された。
- 2010年（平成22年）10月 - 「バンクイック」以外の既存カードローン商品の信用保証業務委託先を三菱UFJニコス等が会社分割の手法によりアコムに譲渡し移管。
- 2011年（平成23年）12月 - 信用保証委託先をそれまでの三菱UFJニコスからジャックスとする個人向け無担保証書貸付ローン（マイカー・教育ローン等）の取扱開始（リフォームローンについては2006年に開始済）。
- 2014年（平成26年）4月22日 - ミャンマーのコーポラティブ銀行とミャンマーマイクロファイナンス銀行との業務協力で合意したと発表[14]。
- 2015年（平成27年）1月5日 - TOBを通じて7割超の株式を取得したアユタヤ銀行と、BTMUバンコク支店の業務を統合[15][16]。
- 2015年（平成27年）4月22日 - ミャンマーのヤンゴンに支店を開設[17]。
- 2016年（平成28年）1月14日 - フィリピンのセキュリティバンクに約370億ペソを出資し、株式の約20%を取得すると発表[18]。
- 2016年（平成28年）1月27日 - アユタヤ銀行がカンボジアのハッタ・カクセカーの全株式を取得すると発表[19]。
- 2017年（平成29年）2月9日 - 英国の健全性監督機構に「過去の取引に関する当局への情報提供が不十分」として罰金を科される[20]。
- 2017年（平成29年）4月 - 東京都杉並区に「企業主導型保育所」を開設[21]。行名変更後の三菱UFJ銀行小岩支店

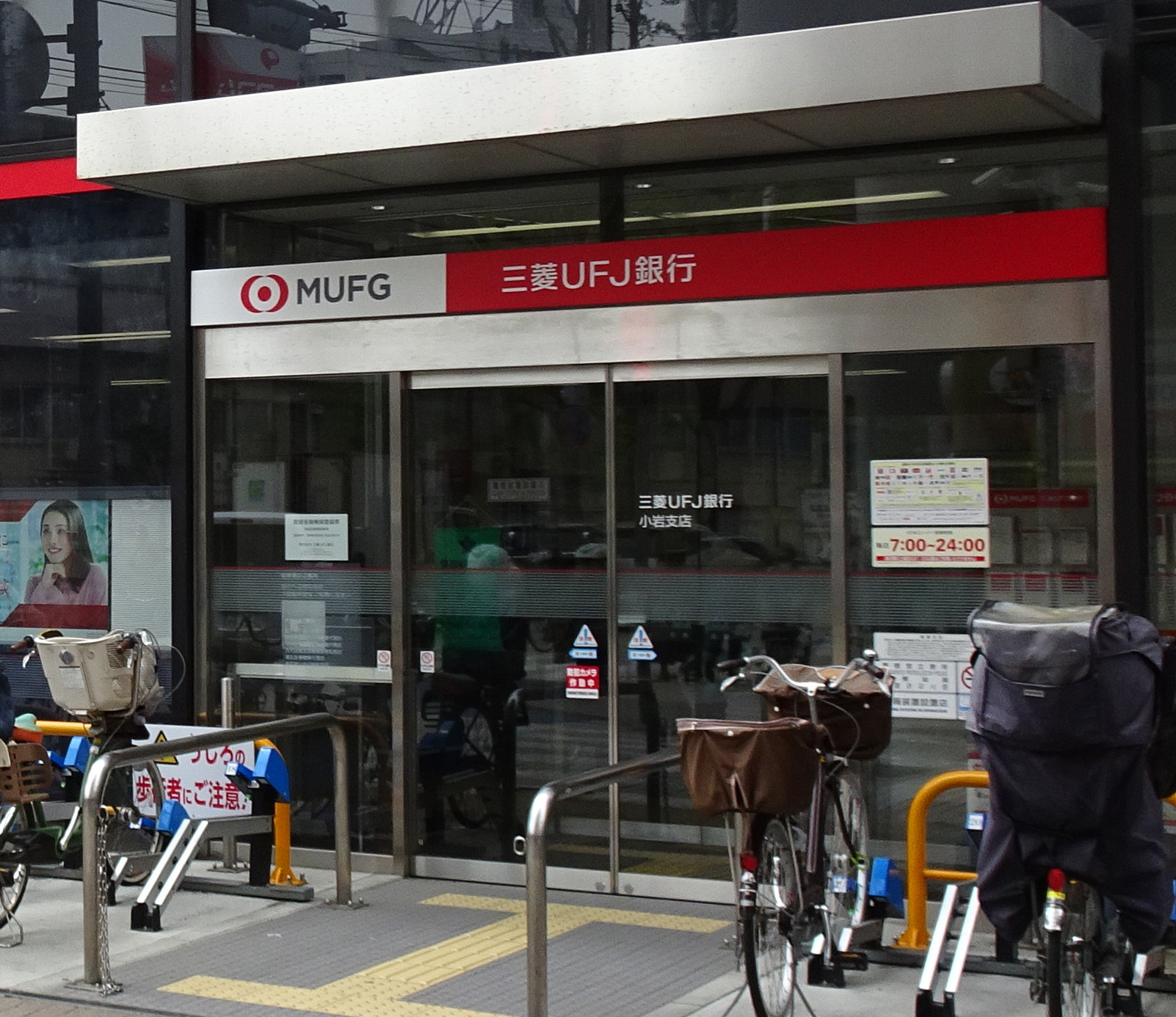
行名変更後の三菱UFJ銀行小岩支店

- 2018年（平成30年）4月1日 - 株式会社三菱UFJ銀行（英文名：MUFG Bank, Ltd.）に商号変更[22][23]。
- 2018年（平成30年）8月1日 - MUFGの関西拠点となる三菱UFJ銀行大阪ビル（大阪市中央区）竣工式[24]。

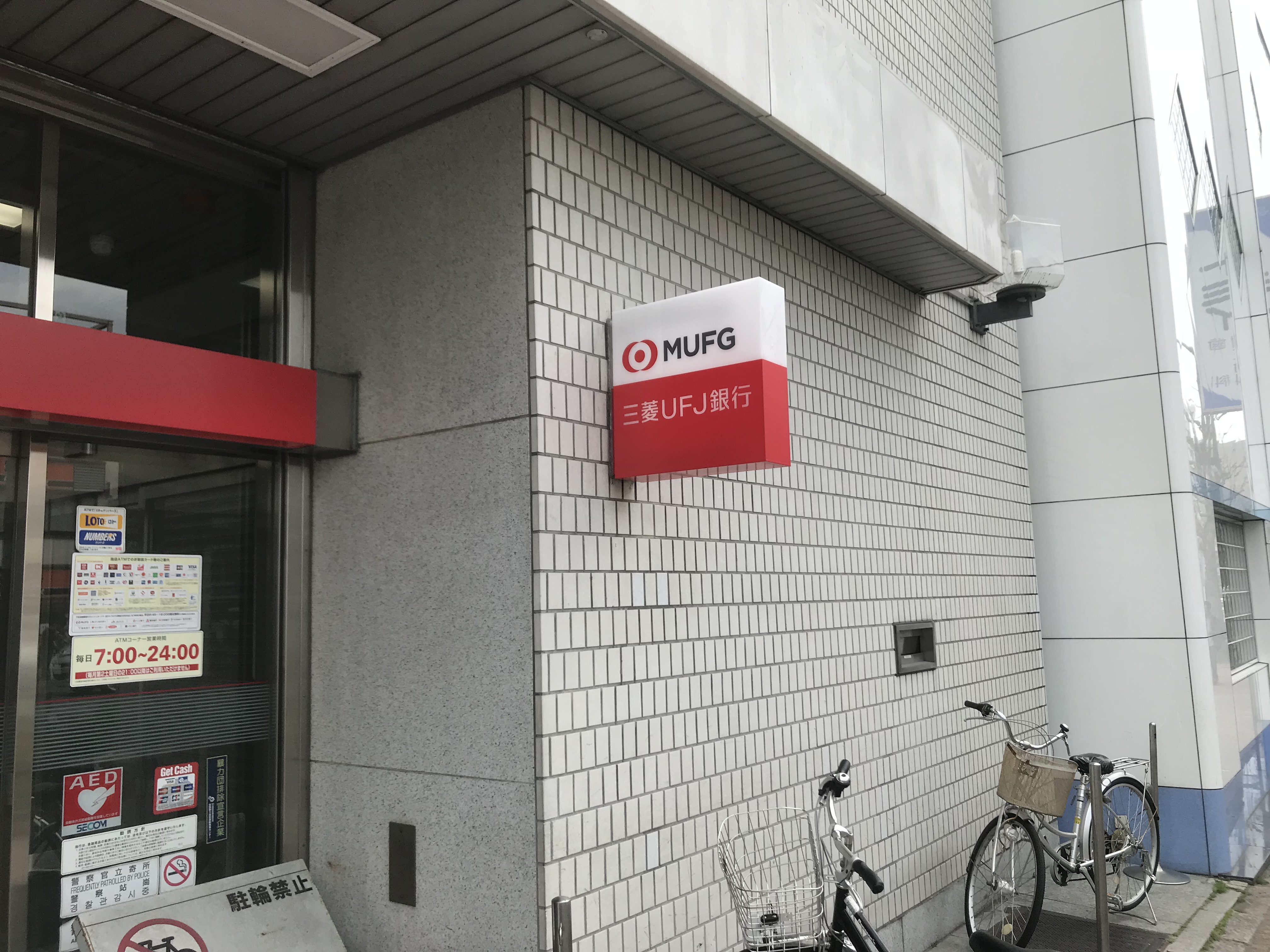
行名変更直後の西院支店。三菱東京UFJ銀行末期のデザインを踏襲している。

- 2019年（令和元年）5月20日 - 三菱UFJ銀行は、2023年度までに約180店舗を削減すると発表[25]。
- 2019年（令和元年）7月5日 - 三井住友銀行と提携、同年9月22日から店舗外ATMの共同利用（他行ATM利用手数料の一部無料化）を開始すると発表[26]
- 2020年（令和2年）- トレードワルツに出資[27]。
- 2021年（令和3年）7月1日 - 2021年7月1日以降に開設された預金口座に「未利用口座管理手数料」を新設[28]。
- 2023年（令和5年）3月末 - カンム(バンドルカードの運営会社)とを連結子会社化する予定[29][30][31]。後払い決済システムへ参入するのはメガバンク初となる。
- 2024年（令和6年）7月16日 - 本店ビルの建て替えに伴い、仮店舗を三菱UFJ信託銀行本店ビルに設置。

## 特徴

### 振込サービスの独自化

#### グループ本支店への振込手数料
三菱UFJフィナンシャル・グループは2006年5月22日から、同行および同グループの三菱UFJ信託銀行両社の個人預金者を対象に、自動化手段を利用して行う両社及びじぶん銀行（現：auじぶん銀行）の本支店宛振込の手数料を一律無料化した。
しかし、2013年12月20日から実施されたATMサービス内容の改定に伴い、ATM利用時の振込手数料の無料化は廃止となった。

#### ATM本支店振込の当日付取扱時間帯拡大
2008年5月12日の新システム稼動開始から、同行ATM（システム移行前のATMを含む）による本支店（一部の振込専用支店を除く）の普通預金・貯蓄預金宛振込の当日附（月曜～金曜の平日に限る）扱い時限を、従来の15時から18時に繰り下げた（2007年11月26日発表）。なお、同行の当座預金（一部カードローン口座を除く）・一部の振込専用支店宛は15時までで変わらない。2017年2月12日からは、自行ATM（イーネット、ローソンATM、セブン銀行であれば、コンビニATMでも可能）または事前の設定を実施済みの三菱UFJダイレクトから自行本支店宛ての振込については24時間365日、普通預金、貯蓄預金、当座預金のいずれの預金科目宛であっても、即時入金となる。

#### 通帳の口座集計サービス
旧来の三菱銀行・東京三菱銀行時代のサービスが現在でも設定ができる。単純に口座の入金と出金を集計してくれる家計簿サービスの原点になるものになる。
ホームページで検索をしても出てこないメニューとなっているが窓口で申し出をすると「スーパーパック口座集計サービス」と言う名前で申込みならびに設定ができる。
本サービスは、個人の口座で総合口座普通預金または普通預金が対象。6ヶ月間記帳がないと自動解約される。

### キャッシュカード利用提携
MUFGでは自行ATMのみならずコンビニATMや全国のJAバンク、および一部の提携行との間での他行ATM手数料を条件付きでの時間内無料化を行うなどの利便性向上策を行っている。その一方で、東京スター銀行との間では、同行の一方的な手数料無料化施策に反発し、2008年11月4日をもってBTMU（当時）のキャッシュカードを東京スターのATMで利用不可とするなどの軋轢を生んでいる。
戦略的提携により「店舗外」の三井住友銀行ATMで自行と同様に使うことができる。対象のATMかどうかは現地のATMにおいて「有料」になるか「無料」で使えるかのステッカーが貼り出されているが、ホームページでATMを検索する際にも絞り込むことで確認ができる。これによりATMの統廃合が進んでいる。通帳記帳は双方の銀行のみでしかできない。
コンビニATMの利用手数料は、セブン銀行ATM、イーネットATMおよびファミリーマート店内設置のゆうちょ銀行ATMについて2020年5月1日に手数料の改定が行われた。自行ATMの利用が高くなる毎月25日と末日（25日と末日が銀行休業日にあたる場合はその前の営業日）は日中時間帯の無料化および早朝・夜間時間帯の値下げが行われた一方で、それ以外の時間帯は値上げ（88円～110円）が行われた。ローソン銀行ATMでは2021年4月1日に利用手数料の改定を行い、先述のATMと同様の手数料に変更された。

### 三菱UFJ銀行とディズニーキャラクター
三菱UFJ銀行は、日本の銀行で唯一「ディズニーキャラクター」をイメージキャラクターとして採用している。
これは、前身のひとつである三菱銀行が、同じ三菱財閥系の三菱地所が東映と協力して行っていた「日本へのディズニーランド誘致運動」に呼応し、1962年12月1日にディズニー・プロダクションズ（当時）と版権契約を結び、ディズニーキャラクターを使用した「絵入り通帳」の取り扱いを開始して以来続いているものである。日本へのディズニーランド誘致は、三菱地所と競合していた三井不動産・京成電鉄企業連合の子会社であるオリエンタルランドが権益を獲得したが（このため、東京ディズニーリゾート内には三井住友銀行の出張所とATMが設置されている）、以後現在に至るまでディズニーキャラクターが採用され、通帳やカード類、キャンペーンの景品などに使用されているが、キャッシュカードのみ発行にメインバンクプラスを申し込むこと、と言う条件がついている。これにより、磁気やIC破損などの事情であっても条件を満たさない場合には一般の赤いキャッシュカードが発行されるようになった。
通帳に関しては今のところ条件はついていない。
ちなみに、富士銀行（みずほコーポレート銀行を経た現：みずほ銀行）も同時期に採用を図ろうとしたが、ディズニー社側の承諾を得られず断念している。
なお、「絵入り通帳」の取り扱い開始当初は、「普通預金」と「積立預金」の2種類の通帳が用意され、普通預金には「ディズニー預金」という名前が付けられた。また、キャラクターは、ドナルドダック・バンビ・シンデレラ・ピノキオなどが採用された。さらに、1963年1月からは、「ディズニー貯金箱シリーズ」が始まり、第1号である「ドナルドダック」の貯金箱が配布された。

### 各種ネット支店の開設
ディズニーとの提携によるキャッスルタウン支店のほか、店舗を持たないネット支店として、カブドットコム支店（カブドットコム証券との提携）、ブラデスコ支店（ブラデスコ銀行との提携）、インターネット支店を開設していたが、いずれも現在では新規口座開設受付を終了している。いずれの支店においても、既存の口座開設者は口座を利用できるが、受けられるサービスは一般的な支店と異なる場合がある。

### 携帯電話専業銀行「auじぶん銀行」の設立
2006年4月、同行とKDDIの共同で、auをはじめとする携帯電話の利用者向けに、預金口座・決済・消費者金融等の取引を提供するための専業銀行を合弁会社として設立することに合意し、当初2007年度上半期までの開業を目指していたが、このたび準備会社として、2006年5月25日に設立されたモバイルネットバンク設立調査が、2008年6月17日に銀行業免許を取得し、「じぶん銀行」に社名を変更した。出資比率はKDDIと三菱東京UFJの折半出資となり、同年7月17日に営業開始した。2019年4月1日にKDDI側が持ち株会社として、auフィナンシャルホールディングスを設立。2020年2月9日には社名を、「auじぶん銀行」に変更した。
ただし、後に両社の経営戦略の食い違いから、2024年にauじぶん銀行の全株式をKDDIに売却しており（代わりにauカブコム証券の全株式を取得し「三菱UFJ eスマート証券」に社名変更）、関係は希薄なものとなっている。

### 新ブランド「エムット」とデジタルバンク
2025年5月、新たなリテール戦略として、個人向けサービスブランド「エムット」を発表し、2026年以降同ブランドによる個人向けサービスを順次提供する方針を明らかにした。またそれに伴い、2026年度下半期を目処に新たなデジタルバンクを開業する予定。デジタルバンクの勘定系システムにはみんなの銀行とアクセンチュアが開発した「MAINRI」を採用する。

## 関係が親密な地方銀行
（旧）三菱銀行系
- 青森みちのく銀行（旧青森銀行。プロクレアホールディングス傘下。旧青森銀行に吸収された旧みちのく銀行は、後述のように旧三和銀行系及び旧富士銀行系）
- 足利銀行（めぶきフィナンシャルグループ傘下。旧川崎銀行傍系）
- 常陽銀行（めぶきフィナンシャルグループ傘下。旧第百銀行傍系）
- 千葉銀行（旧第百銀行傍系。三和銀行系でもある）
- 横浜銀行（コンコルディア・フィナンシャルグループ傘下。旧第百銀行傍系）
- 山梨中央銀行
- 八十二銀行（三菱UFJ銀行が大株主である）
- 静岡銀行（しずおかフィナンシャルグループ傘下）
- 十六銀行（十六フィナンシャルグループ傘下。十六銀行に吸収された旧岐阜銀行は旧東海銀行系）
- あいち銀行（旧愛知銀行。あいちフィナンシャルグループ傘下。旧愛知銀行に吸収された旧中京銀行は旧東海銀行系）
- 百五銀行
- 南都銀行
- 阿波銀行
- 十八親和銀行（旧十八銀行。ふくおかフィナンシャルグループ傘下）

（旧）三和銀行系
- （旧）みちのく銀行（旧弘前相互銀行。プロクレアホールディングス傘下。直接の前身となる、旧青和銀行の流れから、みずほFG（特に旧：富士銀行）とも関係が深い。旧青森銀行との競合があった上、メガバンク統合の影響からみずほ系と解されることも多い。現在は青森みちのく銀行）
- 池田泉州銀行（旧泉州銀行。池田泉州ホールディングス傘下）
- 静岡中央銀行
- 紀陽銀行
- 徳島大正銀行（旧大正銀行。トモニホールディングス傘下）
- 鳥取銀行

（旧）東海銀行系
- （旧）中京銀行（三菱UFJ銀行の持分法適用会社だったが、2022年にあいちフィナンシャルグループが誕生することに伴い、保有する全株式が中京銀行に売却された後、2025年に旧愛知銀行に吸収され解散。現在のあいち銀行は、前述の通り旧三菱系）

## 関係が親密な大口融資先

### （旧）三菱銀行
三菱財閥系列 
- 三菱広報委員会メンバー
  - 三菱商事
  - 三菱電機
  - 三菱重工業
  - 三菱自動車工業
  - AGC（旧：旭硝子）
  - ENEOSホールディングス[注釈 12]
  - キリンビール[注釈 13]
  - 田辺三菱製薬（旧：三和銀行とも親密）
  - ニコン
  - 日本郵船
  - 三菱UFJニコス（旧：ディーシーカード）[注釈 14]
  - 明治安田生命保険[注釈 15]
  - ローソン[注釈 16]
- 富士紡ホールディングス[注釈 17]
- 小岩井農牧
- 新東亜交易
- 丸の内よろず
- 千歳興産

 （旧）島津財閥系列 
- 島津製作所
- 日本電池
- 三菱ロジスネクスト

 （旧）森村財閥系列 
- ノリタケカンパニーリミテド（Noritake）
- 日本碍子（日本ガイシ）
- 日本特殊陶業
- TOTO
- INAX（現・LIXIL）

 その他親密先 
- アストモスエネルギー[注釈 19]
- アディダスジャパン
- イオングループ
- 伊勢丹[注釈 20]
- 伊藤園
- オカムラ
- オスカープロモーション
- 小田急電鉄
- 兼松（旧東京銀行とも親密）
- カプコン[注釈 21]
- 近畿日本鉄道
- グンゼ
- 京成電鉄
- ジャックス[注釈 22]
- 信越化学工業[注釈 23]
- 創価学会[44]
- 大正製薬ホールディングス（三井住友銀行とも親密）
  - 大正製薬
- 武田薬品工業（三井住友銀行（旧住友）とも親密）
- 竹中工務店
- テルモ
- 東映
- 東京ガス
- 東急
- TBSホールディングス
  - TBSテレビ
  - TBSラジオ
  - BS-TBS
- 戸田建設
- 日興シティホールディングス[注釈 24]
- 日本ケンタッキー・フライド・チキン
- 日本航空[注釈 25]
- 日本テレビホールディングス
  - 日本テレビ放送網
  - BS日テレ
- パイオニア
- パラマウント・グローバル（三井住友銀行（旧住友）とも親密）
- 浜松ホトニクス
- 東日本旅客鉄道（みずほ銀行とも親密）
- 現代自動車
- 本田技研工業
- 毎日新聞グループホールディングス
  - 毎日新聞社（旧：三和銀行とも親密）
  - スポーツニッポン
- 丸井グループ
- メモリーテック
- ライオン（みずほ銀行とも親密）
- ライフコーポレーション
- ロイヤリティ マーケティング

### （旧）三和銀行
関連会社 
- 三菱UFJ信託銀行（旧：東洋信託銀行→UFJ信託銀行）
- UFJ日立システムズ（現：三菱UFJインフォメーションテクノロジー）
- 東洋情報システム（現：TIS）
- 東洋興業
- 東洋ホテル（売却され ラマダホテル大阪 へ変更）
- 東洋不動産
- 東洋プロパティ
- 三信
- T&Tアド
- 大蔵屋
- オークラヤ住宅
- 洋伸不動産
- 日本ハウズイング
- みどり会

 主要親密先会社 
- 大輪会
  - ヤンマーディーゼル
    - セレッソ大阪

  - サンヨーホームズ
  - 共英製鋼
  - 奥村組
  - 新日本理化
  - 積水ハウス
  - セキスイハイム
- 阪急阪神ホールディングス
  - 阪急電鉄
  - 阪神電気鉄道
  - エイチ・ツー・オー リテイリング
    - 阪急阪神百貨店

  - 東宝
- （旧）日産コンツェルン系列
  - 日立製作所（みずほ銀行とも親密）
  - 日立金属
  - 日立化成
  - 日立造船
  - 新明和工業
  - ニチレイ
  - りんかい日産建設（現在は今治造船傘下）
- （旧）鈴木商店系列
  - 双日[注釈 26][広報 6]
  - 神戸製鋼所
    - 神鋼環境ソリューション

  - 帝人
  - ナブテスコ
  - IHI（旧石川島播磨重工業。三井住友銀行（旧三井）やみずほ銀行とも親密）
- （旧）岩井財閥系列
  - 関西ペイント
  - トーア紡コーポレーション
  - トクヤマ
  - メタルワン（双日と三菱商事との合弁）
- （旧）日窒コンツェルン
  - 積水化学工業
  - 積水化成品工業
  - 積水樹脂
  - 積水ハウス
  - センコーグループホールディングス
    - センコー

 その他親密先 
- アート引越センター
- あいおいニッセイ同和損害保険[注釈 27]
- 朝日ウッドテック
- 旭屋書店
- 伊藤ハム米久ホールディングス[注釈 28]
  - 伊藤ハム
- イトキン
- 岩崎通信機
- 岩谷産業
- UBE
- エイベックス（三井住友銀行（旧住友）とも親密）
- 江崎グリコ
- NTN
- 大阪ガス
- 大阪ソーダ
- オートバックス
- 大林組
- オカモト
- オリックス[注釈 29]
- 関西テレビ放送
- 京セラ
- クラシエホールディングス
- クリナップ
- グリーンスタンプ
- 京成電鉄
- KDDI
- 国際興業
- コスモエネルギーホールディングス
  - コスモ石油
  - 丸善石油化学
- コニカミノルタ
- 小林製薬
- 相模鉄道（三井住友銀行（旧三井）とも親密）
- 産経新聞
- サンスター
- サントリーホールディングス
- ジェーシービー[注釈 30]
- J.フロントリテイリング
  - 大丸松坂屋百貨店

（旧大丸は三和銀行をメインバンクとしていた。[注釈 31]）
- シナジーキャピタル
- シャープ（みずほ銀行（旧富士）、りそな銀行（旧大和）とも親密）
- 商船三井
- スクウェア・エニックス・ホールディングス
  - スクウェア・エニックス（旧エニックス）[注釈 32]
  - タイトー[注釈 33]
- スズキ（静岡銀行とも親密）
- 鈴乃屋

- 錢高組
- セブン&アイ・ホールディングス
  - イトーヨーカ堂[注釈 34]
  - そごう・西武[注釈 35]
- 象印マホービン
- 損害保険ジャパン日本興亜[注釈 36]
- 大王製紙
- 大京[注釈 37]
- ダイハツディーゼル[注釈 38]
- 大日本除虫菊
- 髙島屋
- タキロンシーアイ
- 辰馬本家酒造
- 中央倉庫
- 月島機械
- T&Dホールディングス
  - 大同生命保険
  - 太陽生命保険
- 東京會舘
- 東洋建設
- 東洋ゴム工業
- 中山製鋼所
- 南海電気鉄道
- ニチイ学館
- 日東電工
- 日本瓦斯
- 日本生命保険
- 日本通運
- 任天堂（京都銀行とも親密）[注釈 39]
- 野村ホールディングス[注釈 40]
  - 野村證券（旧大和銀行→りそな銀行とも親密）
- パイロットコーポレーション
- ハウス食品
- パレスホテル（みずほ銀行とも親密）
- バンダイナムコホールディングス
  - バンダイ
  - バンダイナムコエンターテインメント
- ブルーブルーエ ジャパン（Bleu Bleuet）[広報 7]
- ぺんてる
- HOYA
- MBSメディアホールディングス
  - 毎日放送[注釈 41]
- 森下仁丹
- UCC上島珈琲
- ユニチカ
- ユニ・チャーム
- 讀賣テレビ放送
- リクルートホールディングス
- 六甲バター
- ロッテ

### （旧）東海銀行
関連会社 
- ミリオンカード・サービス（現：三菱UFJニコス）
- セントラルリース（現：三菱HCキャピタル）
- セントラルシステムズ（ユーフィットを経て現：TIS）
- 東栄
- 新東昭不動産
- 御幸ビルディング
- T&Tアド

 主要親密先会社 
- トヨタグループ
  - トヨタ自動車（三井住友銀行、旧三和銀行とも親密）
    - 名古屋グランパスエイト[注釈 42]

  - 豊田自動織機
  - 豊田通商
  - デンソー
  - アイシン
  - トヨタファイナンシャルサービス
    - トヨタファイナンス

  - トヨタホーム
  - ダイハツ工業（旧三和銀行とも親密）
  - ジェイテクト
- アルペングループ
- 出光興産
- 岡谷鋼機
- 熊谷組
- 小島プレス工業
- J.フロントリテイリング
  - 大丸松坂屋百貨店

（旧松坂屋は東海銀行をメインバンクとしていた。）
- 敷島製パン
- スガキコシステムズ
- スズケン
- 中日新聞社
- 中部日本放送[注釈 43]
  - CBCテレビ
  - CBCラジオ

- 中京テレビ放送[注釈 44]
- 中部電力
- トーエネック
- 東海テレビ放送[注釈 45]
- 東海東京フィナンシャル・ホールディングス
  - 東海東京証券[注釈 46]
- 東海旅客鉄道
- 東京エレクトロン
- 東邦ガス
- 東陽倉庫
- 豊島
- トランコム
- 名古屋鉄道
  - 名鉄百貨店
- ヴィレッジヴァンガード
- 福助[注釈 47]
- フジタ[注釈 48]
- 藤田観光（旧三和銀行とも親密）
- マキタ
- ミサワホーム[注釈 49]
- 三菱地所レジデンス[注釈 50]
- 名港海運
- 名鉄運輸
- メニコン
- ファミリーマート
  - ユニー
- リコー
- リンナイ

## 行政処分・不祥事
以下に、三菱UFJ銀行が絡んだ不祥事を紹介する。金融庁は、2007年（平成19年）6月11日の同行への処分に際し、「（三菱東京UFJ銀行は）他のメガバンクに比べ、問題が突出して多い」と指摘している。
中華人民共和国・深圳支店による過大融資
三菱東京UFJ銀行深圳支店は、2003年（当時はUFJ銀行深圳支店）、現地の大手医薬品メーカー三九集団が株式を上場する際、必要とする資金10億人民元（約140億円）を融資した。だが、当時の三九集団の業績や事業規模を踏まえると、あまりに多額の融資であった。これは実態を伴わない「不実融資」と認定され、中華人民共和国の金融当局は三菱東京UFJ銀行に対し28億円の罰金を支払うよう2006年2月に命じた。また、当時の同支店の資金量は4億元超で、同行に許可されていた業務範囲を逸脱した取引ともみなされた。
三菱UFJの中国内業務に関しては、2006年にも中国銀行業監督管理委員会による摘発を受けている。システム開発を担当していた上海支店の行員は、プロジェクト受注に際して業者から5万9,000元の賄賂を受け取り、懲役1年を言い渡された。
96万人分の個人情報紛失
三菱東京UFJ銀行新宿中央支店、上野中央支店など85か店において、個人情報合計96万人分を紛失したと2006年10月5日に発表した。内訳は、ATMが出力する明細表86万人分、伝票3万5000人分、マイクロフィルムの内部資料3万8000人分、紙の内部資料1万8000人分である。
資料には顧客の氏名・口座番号・取引金額が記載され、一部には電話番号・住所・生年月日・届出印・振込み明細などまで含まれているものもあった。同行では、個人情報を営業店から管理センターへ集約する作業を実施中だったが、その過程で資料の一部を紛失した。誤って廃棄した可能性が高く、外部へ流失した恐れは少ないとしており、発表時点で悪用は確認されていない。
日本の金融機関による個人情報紛失としては、個人情報保護法の改善勧告第1号となったみちのく銀行の131万人に次ぐ規模である。
米国法人のマネーロンダリング対策過怠
金融機関に求められる資金洗浄監視体制が十分に整備されていないとして、2006年12月19日、米国の金融当局は、業務改善命令の行政処分を三菱UFJフィナンシャル・グループに下した。2004年にも決済専門のカリフォルニア州子会社が資金洗浄対策を怠って行政処分を受けており、2度目の処分となるため、当局は事態を重く見て、異例ながら個別案件に対する処分内容を公表した。過去の教訓が生かされなかった結果、全グループを対象とする厳しい処分に拡大した。
2007年1月には、子会社のユニオン・バンク・オブ・カリフォルニアも、アメリカ合衆国通貨監督庁により検査を受けている。これらの処分に伴い、三菱UFJは米国での金融持株会社（Financial Holding Company）資格の取得を見送り、銀行・証券の一体経営による投資銀行業務で遅れをとることになった。
同和利権団体への不正融資
部落問題の解決を目的として設立された大阪市の外郭団体である飛鳥会は、元理事長により私物化され同和利権と化していた。旧三和銀行時代には元理事長に対し数十億円規模の融資を続けており、役員もこの事実を把握しながら、問題の解決を先送りし、融資はほとんど回収不能となった。2006年にこの元理事長が逮捕されて問題が表面化した後も、旧UFJ・旧東京三菱の経営陣間で情報が共有されず、また旧東京三菱出身の役員の一部には「我々の案件ではない」として処分を免れようとする動きもあった。
2007年2月15日、金融庁は、三菱東京UFJ銀行の内部管理体制に重大な問題があるとして、一部業務停止命令を下した。同行の全法人向け営業拠点で新規融資を3ヶ月停止し、法人向け営業拠点の新設を停止、経営責任を明確化し業務改善計画を提出することを求めた。
この事件では、一連の問題に直接的に関与した三菱東京UFJ銀行淡路支社次長も、業務上横領幇助で逮捕されている。
学生採用担当者によるわいせつ事件
採用活動中、同行に応募してきた女子大生に「あなたの評価は高い」「応援したい」などと内定をちらつかせ、わいせつ行為に及んだ三菱東京UFJ銀行員が、2007年5月19日、強制わいせつ容疑で逮捕された。この行員は2007年4月8日午後に、国立大学4年の女子大生（21歳）を大阪市北区のカラオケ店内に呼び出し、抱きついたり、キスした疑いがかけられている。女子大生は抵抗し現場から逃れ、被害届を出した。
行員は女子大生の同窓生を名乗り、大学枠別の採用担当者を装っていたが、実際に採用の補助業務も担っていた。この補助業務中に、学生のエントリーシートなどから連絡先を知った可能性があるとみて、大阪府警は行員の勤務先である三菱東京UFJ銀行難波支社など3つの関連箇所を、家宅捜索した。
同容疑者は別の学生にも同様のわいせつ行為を行ったとして、6月11日に再逮捕された。尚、同容疑者は後日懲戒解雇処分となった。
投資信託販売での不適切処理
2007年6月11日、金融庁は三菱東京UFJ銀行に対し、複数業務に跨がる行政処分を出した。銀行窓口での投資信託の販売で多数の不適切な処理が見つかったため。合わせて、不祥事が相次ぐ海外業務についても改善命令が下された。
投信の販売では、銀行利用者が購入を注文した商品とは別のものを誤って取り次いだにもかかわらず、財務局への過誤報告や顧客に対する損失補填などの定められた対応をしないケースが多数発覚した。複数の同行支店で、3年程度の間に約100件のこうした不適切処理が発生していた。日本銀行によるゼロ金利政策の長期化を背景に、投資信託による資産運用を求める利用者が増加しており、金融庁は消費者保護の観点から金融機関への監視を強めていた。金融庁が投信の窓販に拘る処分を発動するのは初めて。
（旧）UFJでは過去に同様の問題が発覚したため、厳しい社内規定に改めていたが、三菱UFJへの経営統合後に旧東京三菱の緩い規定に合わせられていた。内部管理体制の甘さと経営陣の意識の低さに加え、「顧客軽視も甚だしい」「他のメガバンクに比べ問題が突出して多い」と金融庁に指摘されている。（旧）三菱銀行はバブル景気期にも、生命保険会社と組んで高齢者顧客に融資とセットで変動性商品の変額保険を売り込み、その後多くの訴訟案件を抱えた経緯がある。
海外支店での横領
海外業務では、資金洗浄対策過怠に加え、現地職員による横領・不正引き出しが数十件発生していたことを公表した。この処分により、発足後の1年半あまりで国内外から受けた処分は7分野に及ぶこととなる。
信用情報12万件の誤登録
三菱東京UFJ銀行において、1994年 - 2007年の間、住宅ローンなどの融資を受けた顧客情報のうち7490件について、誤った信用情報が全国銀行個人信用情報センターに登録されていた。うち2747件では、顧客が損害を被った恐れがある。大半は旧東京三菱の案件である。
子会社の三菱UFJニコスでの誤登録も合わせて公表された。同社のDCカード利用者関係で11万件超に情報登録ミスを生じ、うち2324件についてはキャッシングが利用できない不利益が生じた恐れがある。
両社とも2007年6月までに、信用情報機関へ情報修正を終えたとしている。
中華人民共和国・深圳支店での暴行事件
三菱東京UFJ銀行深圳支店にて2007年7月27日、日本人の課長が部下の中国人行員を平手打ちした。同僚の中国人行員らが抗議し、この課長は解任された。
元三菱東京UFJ銀行の行員 顧客の預金1870万円を着服容疑
顧客の口座から預金約1870万円を着服したとして、警視庁刑事部捜査第二課は27日、業務上横領の疑いで、三菱東京UFJ銀行の元支店長代理を逮捕。2002年5月以降、時効分を含めて33人から計約1億1千万円を着服したとみて裏付けを進めている。
マルチ勧誘・巨額損失事件
2010年から2012年にかけて、同行で投資信託を運用していた高齢者（当時70代）が30代前半の行員2人とコンサルタントを名乗る者ら3人によってマルチ商法やコンサルタント自身への投資等に勧誘され、およそ4億円が詐取された事件。その一部が2012年に巨額詐欺事件で集団訴訟を提起されたマルチ商法投資会社を通して反社会的勢力に渡っている可能性が指摘されている。同行は「責任はない」と主張していた。
実体の無い督促目的での住民票取得
三菱東京UFJ銀行系列の債権回収会社が、2015年9月に大阪府豊中市から、同行のカードローンの利用が無い同市民2人の住民票を、返済督促目的を理由にして取得していたことが、2016年4月に発覚した。同市は同行に対し抗議し、住民票を返還させた。同行は「一定年齢以上の高齢者が存命かどうかを確認する必要があったため」としているが、住民票をどれほど取得していたかについては説明を拒んでいる。
1400億円倒産事件で不適切接待を認める
2015年最大の破綻となった、船舶会社ユナイテッドオーシャン・グループ（UOG）の倒産事件で、メガバンクトップの三菱東京UFJ銀行の新橋支社や同行幹部を含む複数の行員が、銀座の高級クラブなどで過剰な接待を強要していたことが明らかとなった。また倒産劇に絡み、三菱東京UFG銀行内の派閥争いも指摘されている。
女性に乱暴で行員を逮捕
同銀行の28歳の男性行員が、東京都中央区内の居酒屋で、30歳代の女性に睡眠導入剤を混入した飲食物を摂取させ、意識をもうろうとさせた上で、当時住んでいた墨田区内のマンションに連れ込み性的暴行を加えたとして、2019年7月に準強制性交容疑で警視庁に逮捕された。銀行は同日付で男性行員を懲戒解雇。9月12日、の女性2人も同様に乱暴したとして、警視庁築地警察署は準強制性交容疑で元男性行員を再逮捕した。同署によると、元男性行員宅にあったリュックには、睡眠薬が付着した食器類などが入っていた。また、自宅のパソコンから数十人分の女性の顔写真や身分証のデータが見つかっており、同署は他にも被害者がいるとみている。逮捕容疑は3月（行員時代）、20代の女性2人に、それぞれ都内の飲食店で飲み物に睡眠作用のある薬物を混ぜて飲ませ、ホテルに連れ込んでわいせつな行為をした疑い。
金庫から現金3500万円の窃盗
羽衣支店（大阪府高石市）に勤務していた元男性嘱託職員（64歳）が、2020年3月30日午後1時ごろ、支店の金庫から現金3500万円を盗んだとして、9月15日、大阪府高石警察署に窃盗容疑で逮捕された。男性嘱託職員は、調べに対し「借金の返済に充てた」と容疑を認めている。元男性嘱託職員は、支店で出納業務を担当し、金庫の鍵を扱う立場であった。銀行は4月に元男性嘱託職員を懲戒解雇処分にしていた。
　顧客情報の不正閲覧
顧客の非公開情報を無断共有する事を禁じる「ファイアウォール規制」に違反したなどとして、2024年6月25日、同銀行は金融庁から業務改善命令を受けた。
貸金庫巨額窃盗事件
支店の貸金庫から十数億円相当の現金や貴金属を盗んだとして、当時貸金庫の管理を担当していた行員を2024年11月14日付で懲戒免職にしたと発表した。元行員は2020年4月から2024年10月、在籍していた練馬支店と玉川支店で、貸金庫の管理責任者として勤務。立場を利用して顧客の金庫を無断で開け、約70人分の資産を盗んだという。金庫の開閉は、銀行側が保管している正鍵のコピーである副鍵（マスターキーではない）にて開閉とされる。2024年12月16日、金融庁は三菱UFJ銀行に対し報告徴求命令を出した。2025年1月14日、貸金庫から顧客の金塊2億6千万円相当を盗んだとして、警視庁刑事部捜査第二課は元行員を窃盗容疑で逮捕した。2月4日、金塊約2200万円相当を盗んだとして警視庁は元行員を再逮捕した。3月10日、現金1650万円を盗んだとして警視庁は元行員を再逮捕した。

## ギャラリー
- 旧本店ビル
- 府中支店（東京都府中市）
- 多摩ビジネスセンター（東京都多摩市）
- 旧東京営業部・新丸の内支店および事務拠点が入居していた大手町ビル（2012年解体）

## 関連人物
- 石丸伸二 - 元行員（2006年4月-2020年7月）。第4代安芸高田市長。